# Apocephalus dichromatus
Apocephalus dichromatus är en tvåvingeart som beskrevs av Brown 1997. Apocephalus dichromatus ingår i släktet Apocephalus och familjen puckelflugor. Inga underarter finns listade i Catalogue of Life.